# Malras
Malras ist eine französische Gemeinde mit 437 Einwohnern (Stand: 1. Januar 2022) im Département Aude in der Region Okzitanien (vor 2016 Languedoc-Roussillon). Sie gehört zum Kanton La Région Limouxine im Arrondissement Limoux. Die Einwohner werden Malrassiens genannt.

## Geographie
Malras liegt etwa 26 Kilometer südwestlich von Carcassonne. An der nördlichen Gemeindegrenze verläuft das Flüsschen Blau, das über die Sou zur Aude entwässert. Umgeben wird Malras von den Nachbargemeinden Pauligne im Norden, Gaja-et-Villedieu im Norden und Nordosten, Limoux im Osten, La Digne-d’Aval und La Digne-d’Amont im Süden sowie Ajac im Südwesten und Westen.

## Bevölkerungsentwicklung
| Jahr                       | 1962 | 1968 | 1975 | 1982 | 1990 | 1999 | 2006 | 2019 |
| -------------------------- | ---- | ---- | ---- | ---- | ---- | ---- | ---- | ---- |
| Einwohner                  | 282  | 300  | 303  | 332  | 348  | 330  | 345  | 422  |
| Quellen: Cassini und INSEE |      |      |      |      |      |      |      |      |

## Sehenswürdigkeiten
- Kirche Saint-Ferréol